# Windows Media Center
Windows Media Center je digitální video rekordér a multimediální přehrávač vyvinutý společností Microsoft. Jedná se o aplikaci, která umožňuje uživatelům prohlížet a nahrávat živé televizní vysílání, ale i organizovat a přehrávat hudbu a videa. Tato aplikace je součástí různých verzí Windows XP Media Center Edition, Windows Vista Home Premium a Ultimate, a všechny verze s Windows 7 s výjimkou Starter a Home Basic.
Ve Windows Media Center lze přehrávat prezentace, videa a hudbu z místních pevných disků, optických mechanik a síťových umístění. Uživatelé mohou sledovat neomezený tok televizních pořadů a filmů prostřednictvím vybraných služeb, jako jsou Netflix nebo Sky Player ve Velké Británii. Obsah je možné přehrávat na monitorech počítačů nebo na televizních přijímačích pomocí zařízení tzv. Windows Media Center Extender.

## Historie
Původně s kódovým označením „Freestyle“ byl během vývoje Windows Media Center poprvé zahrnut se speciální edici Windows XP nazvaný Windows XP Media Center Edition. Nová verze Windows Media Center byla zařazena do operačních systémů Windows Vista Home Premium a Ultimate. Uživatelské rozhraní bylo přepracováno a přizpůsobeno pro poměr stran v 16:9. Byla přidána podpora až pro čtyři TV tunery nebo dvě duální karty, stejně jako high definition video přes DVB-T, normu ATSC a CableCARD. Americkým uživatelům byla také představena internetová televize, která umožňuje přístup k vysílanému obsahu (datovému proudu) prostřednictvím rozhraní Media Center.
Společnost Microsoft později aktualizovala balíček vlastností pro Windows Vista Media Center, známý jako TV Pack 2008. Tato verze, která dříve bývala pod kódovým označením „Fidži“ byla k dispozici pouze prostřednictvím OEM pro nové počítače dodávána s předinstalovanou aktualizací. Aktualizace pro stávající uživatele systému Windows Vista Media Center není k dispozici. Aktualizace vylepšila uživatelské rozhraní, nahradila typ souboru .dvr-ms typem .wtv, přidala podporu pro digitální vícekanál, kvadraturní amplitudovou modulaci (QAM), načež se i zvýšil celkový počet povolených jednotlivých typů v tuneru, tak bylo přidáno i DVB-S a MHEG. V beta verzi byla podpora pro standardní kodek H.264 (což umožňuje DirecTV), nicméně tato funkce kodeku byla z finální verze odstraněna. Balíček TV Pack 2008 spolu s aktualizaci uživatelského rozhraní, který je součástí ve verzi Media Center operačního systému Windows 7, přidal mnoho funkcí.

## Vlastnosti
Media Center používá TV tuner zařízení k přehrávání a nahrávání TV pořadů ze standardní antény, kabelového vysílání nebo satelitního signálu. Televizní programy lze nahrávat ručně nebo naplánovat přes elektronický programový průvodce. Nahrávky mohou být vypáleny na DVD Video disk, nebo převedeny na přenosný přehrávač médií, vyjma těch, které jsou chráněny proti nelegálnímu překopírování. Media Center podporuje analogové i digitální tunery a umožňuje až čtyři případy z každého typu tuneru (analogové, digitální OTA, čistý QAM, karta pro kabelové vysílání]. Může být nakonfigurován pro celkem 16 televizních tunerů. Všechny tunery používají stejné datové průvodce, ale lze je upravit a nastavit, aby zahrnovaly další kanály, jako jsou čisté QAM nebo jsou součástí většiny mnohastránkových průvodců. Při sledování živého televizního vysílání, program udržuje vysílání ve vyrovnávací paměti, která umožňuje uživatelům převíjení vzad, pozastavení živého vysílání, a dokonce uživatelům umožňuje přeskočit televizní reklamy (program MCEbuddy umožňuje automatické přeskočení komerční reklamy ve Vámi nahraných pořadech).
Media Center může přenášet živě vysílání a předem nahrané televizní pořady do Windows Media Center Extender, podobné jako je konzole Xbox 360, ale ostatní počítače se systémem Windows mohou pouze přístup nahrát, avšak ne živé vysílání. Přehrávání obsahu v televizi je možné pomocí Media Center Extender nebo přímým připojením do počítače se spuštěným Windows Media Center na televizi. Menu z Windows Media Center je zobrazeno deset stop v uživatelském rozhraní pro zobrazení na velké obrazovce televizoru a můžete navigovat pomocí různých dálkových ovladačů. Windows Media Center PC vyžaduje snímač který je schopen komunikovat s dálkovým ovládáním. Snímač musí mít ovladače Plug and Play. Dálkové ovládání musí mít určitá tlačítka, jako je zelené Media Center tlačítko, Start logo a tlačítka pro navigaci, přehrávání a ovládání hlasitosti, pro výkon a přepínání kanálů.